# Robert Smith (matemático)
Robert Smith(1689- 2 de febrero de 1768) fue un matemático y teórico musical inglés.

## Biografía
Smith probablemente nació en Lea, cerca de Gainsborough. Era hijo de John Smith, el rector de Gate Burton, Lincolnshire y de su esposa Hannah Cotes. Después de asistir a la Queen Elizabeth's Grammar School, de Gainsborough (posteriormente Queen Elizabeth's High School) ingresó en el Trinity College (Cambridge) en 1708, y se convirtió en miembro menor en 1714, miembro pleno en 1715 y miembro principal en 1739. Elegido profesor en 1742, sucediendo a Richard Bentley. De 1716 hasta 1760 fue profesor Plumiano de Astronomía. Murió en la Logia Magistral del Trinity College.
En febrero de 1719 fue elegido miembro de la Royal Society.
Además de editar dos obras de su primo, Roger Cotes, que fue su predecesor en la cátedra plumiana, publicó Compleat System of Opticks en 1738, lo que le valió el sobrenombre de Old Focus, y "Harmonics, or the Philosophy of Musical Sounds" (Armónicos, o la Filosofía de los Sonidos Musicales) en 1749.
Smith nunca se casó, pero vivió con su hermana soltera Elzimar (1683-1758) en el albergue del Trinity College. A pesar de que a menudo es retratado como un personaje bastante solitario, el diario de John Byrom muestra que en las décadas de 1720 y 1730 Smith fue bastante sociable. Sin embargo, la mala salud, particularmente la gota, le cobró su precio e inhibió severamente su trabajo académico y sus actividades sociales. Murió en la logia del Trinity College el 2 de febrero de 1768, y el 8 de febrero fue enterrado en la capilla del Trinity College. La oración fúnebre fue leída por Thomas Zouch.
Según el "Diccionario de Oxford de biografía nacional", Smith ayudó a difundir las ideas de Isaac Newton en Europa y "los éxitos de Newton en la óptica y la mecánica dominaron la carrera científica de Smith".

## Fondo Smith
En su testamento, Smith dejó 3500 libras en acciones de la Compañía del Mar del Sur a la Universidad de Cambridge. Las rentas netas del fondo se dividen anualmente por igual entre el Premio Smith y el sueldo del Profesor Plumiano.

## Libros
- Robert Smith, "Armónicos, o, La filosofía de los sonidos musicales", impreso por J. Bentham, y vendido por W. Thurlbourn, 1749.
- Robert Smith (1738). A Compleat System of Opticks. Cambridge.